# Agrostis inaequiglumis
Agrostis inaequiglumis är en gräsart som beskrevs av August Heinrich Rudolf Grisebach. Agrostis inaequiglumis ingår i släktet ven, och familjen gräs. Inga underarter finns listade i Catalogue of Life.